# Засілля (станція)
Засілля — проміжна залізнична станція Херсонської дирекції Одеської залізниці на неелектрифікованій лінії Снігурівка — Миколаїв між зупинним пунктом Новопетрівка (14 км) та роз'їздом 44 км (15 км). Розташована в однойменному селищі Миколаївського району Миколаївської області.

## Історія
Станція відкрита 1925 року.

## Пасажирське сполучення
Станом на 2024 рік на станції Засілля зупиняються приміські поїзди сполученням Миколаїв-Вантажний Біла Криниця.